# Teodor Karsch
Teodor Karsch (ur. 30 września 1843 w Radomiu, zm. 10 stycznia 1903 tamże) – przemysłowiec, właściciel garbarni, cegielni i huty szkła w Radomiu, prezes Kasy Przemysłowców. Odegrał kluczową rolę w rozwoju przemysłu w Radomiu pod koniec XIX wieku.

## Życiorys
Teodor Karsch urodził się jako syn Ludwika Karscha, ewangelika pochodzącego z Monzingen w Nadrenii, oraz polskiej szlachcianki Józefy z Nowakowskich. Ludwik Karsch przybył do Radomia około 1830 roku i założył w mieście garbarnię, kontynuując rodzinne tradycje w branży garbarskiej.
W 1868 roku Teodor uruchomił własną garbarnię przy ul. Stare Miasto 4/5, naprzeciwko kościoła św. Wacława. Dzięki zastosowaniu nowoczesnych technologii, takich jak maszyna parowa do mielenia kory dębowej, jego zakład stał się największą garbarnią w Radomiu, zatrudniającą około 70 pracowników.
Oprócz garbarni, Teodor Karsch był właścicielem cegielni i huty szkła, co czyniło go jednym z najbogatszych mieszkańców Radomia. Mimo ewangelickiego wyznania, aktywnie wspierał finansowo budowę Kościoła Mariackiego w Radomiu oraz budynków Towarzystwa Dobroczynności przy dzisiejszej ul. Kelles-Krauza.
W latach 1881–1882, wspólnie z Franciszkiem Wickenhagenem, Teodor Karsch wzniósł monumentalny pałac przy placu Konstytucji 3 Maja 5 w Radomiu, wzorowany na pałacu Kronenberga w Warszawie. Budynek ten pełnił funkcje mieszkalne i usługowe, mieszcząc m.in. Aptekę Łagodzińskich, cukiernię Przybytniewskiego oraz biura Sądu Okręgowego.
Po śmierci Teodora w 1903 roku, jego przedsiębiorstwa były kontynuowane przez rodzinę, w tym syna Edwarda Karscha (1873–1958), który był właścicielem Browaru Parowego, Fabryki Słodu oraz Fabryki Wódek.

## Rodzina
Ojciec Karscha, Ludwik (1806–1859), był garbarzem. Matka Teodora, Józefa z Nowakowskich, pochodziła z polskiej rodziny szlacheckiej. Jej brat, Jan Nepomucen Nowakowski, po powstaniu styczniowym został zesłany przez Rosjan na Syberię, a po powrocie zamieszkał w dworku w Iłży. Żoną Teodora była Wilhelmina z domu Krausse, córka właścicieli młynów parowych w Lublinie. Para miała czterech synów i cztery córki.

## Upamiętnienie
10 sierpnia 2024 roku w Radomiu odsłonięto tablicę pamiątkową poświęconą Teodorowi Karschowi przy ul. Dębowej 4, upamiętniając jego wkład w rozwój przemysłu i miasta. Tablica znajduje się przed budynkiem firmy AMGS Group, która zrewitalizowała obiekt dawnej garbarni Karscha, uruchomionej przez niego w 1891 roku. W trakcie prac rewitalizacyjnych firma szczególnie zadbała, aby zachować jak najwięcej pierwotnych elementów budynku. W odrestaurowanym historycznym budynku o powierzchni 1 600 m kw. umieszczono nowoczesny park maszynowy, gdzie aktualnie odbywa się produkcja materiałów tekstylnych, takich jak smycze reklamowe i opaski na rękę.